# Абатхевская церковь
Абатхевская церковь (Святой Крест) — церковь Армянской католической церкви XIX века в крае Самцхе-Джавахети, в деревне Абатхеви. Абатхеви является маленькой деревней в Ахалцихской котловине, на северном склоне Эрушетского хребта, в 16 км от города Ахалцихе, на высоте 1340 от уровня моря.